# Босна и Херцеговина на Европском првенству у атлетици у дворани 2021.
Босна и Херцеговина је учествовала на 36. Европском првенству у дворани 2021 који се одржао у Торуњу, Пољска, од 4. до 7. марта. Ово је било једанаесто Европско првенство у атлетици у дворани од 1994. године када је Босна и Херцеговина први пут учествовала.
Репрезентацију Босне и Херцеговине представљала су 3 учесника (3 мушкарца) који су се такмичили у две дисциплине.
Такмичари Босне и Херцеговине нису освајали медаље на овом првенству. У табели успешности према броју и пласману такмичара који су учествовали у финалним такмичењима (првих 8 такмичара) Босна и Херцеговина је са 2 учесника у финалу заузела 28. место са 5 бодова.
| Плас. | Земља               | 1. мес. | 2. мес. | 3. мес. | 4. мес. | 5. мес. | 6. мес. | 7. мес. | 8. мес. | Бр. финал. - Бод. |
| ----- | ------------------- | ------- | ------- | ------- | ------- | ------- | ------- | ------- | ------- | ----------------- |
| 28.   | Босна и Херцеговина | −       | −       | −       | −       | 1−4     | −       | −       | 1−1     | 2−5               |

## Учесници
Мушкарци:
- Амел Тука — 800 м
- Абедин Мујезиновић — 800 м
- Месуд Пезер — Бацање кугле

## Резултати

### Мушкарци
| Атлетичар          | Дисциплина   | Лични рекорд | Квалификације   | Квалификације   | Полуфинале           | Полуфинале           | Финале               | Финале               | Детаљи |
| Атлетичар          | Дисциплина   | Лични рекорд | Резултат        | Место           | Резултат             | Место                | Резултат             | Место                | Детаљи |
| ------------------ | ------------ | ------------ | --------------- | --------------- | -------------------- | -------------------- | -------------------- | -------------------- | ------ |
| Амел Тука          | 800 м        | 1:45,95 НР   | 1:49,58 КВ      | 1. у гр. 1      | 1:47,55 КВ           | 1. у гр. 1           | 1:47,37              | 5 / 33 (24)          |        |
| Абедин Мујезиновић | 800 м        | 1:48,32      | Дисквалификован | Дисквалификован | Није се квалификовао | Није се квалификовао | Није се квалификовао | Није се квалификовао |        |
| Месуд Пезер        | Бацање кугле | 21,15 НР     | 20,30           | 6.              |                      |                      | 19,77                | 8 / 13               |        |